# National Congress of Black Women
Le National Congress of Black Woman, Inc (NCBW) est une organisation américaine de type 501(c)3 (Association à but non lucratif) consacrée au développement éducatif, politique, économique et culturel des femmes afro-américaines et de leurs familles. La NCBW sert également comme voix et instrument politiquement indépendants sur les questions relatives à la nomination des femmes afro-américaines à tous les niveaux de gouvernement et à l'accroissement de leur participation dans les espaces éducatifs, politiques, économiques et sociaux. Actuellement, la NCBW offre des possibilités pour les femmes d'accéder à des postes de direction et de prise de décision au sein du gouvernement, des organisations à but non lucratif et du secteur privé.

## Source de la traduction
- (en) Cet article est partiellement ou en totalité issu de l’article de Wikipédia en anglais intitulé « National Congress of Black Women » (voir la liste des auteurs).